# Número de osculação
Em geometria, o número de osculação é definido como o número máximo de esferas unitárias (de raio 1) não sobrepostas que podem tocar simultaneamente outra esfera unitária dada. Para um empacotamento reticulado, o número de osculação é o mesmo para todas as esferas, mas para um empacotamento de esferas arbitrário, o número de osculação pode variar de uma esfera para outra. Outros nomes usados para número de osculação são número beijante (do inglês, kissing number) número de Newton (em homenagem ao originador do problema), e número de contato.

## O problema
O problema do número de osculação busca o número de osculação para um espaço euclidiano n-dimensional como uma função de n.
| Em uma dimensão, o número de osculação é 2: |  | Em duas dimensões o número de osculação é 6: |

Em três dimensões o número de osculação é 12, mas foi muito mais difícil estabelecer o valor correto do que em dimensões um e dois.  É fácil arranjar 12 esferas de modo que cada uma toque uma  esfera central, mas sobra bastante espaço, e não é óbvio que não haja nenhuma maneira de empacotar uma 13ª esfera (de fato, há tanto espaço extra que quaisquer duas das 12 esferas de fora podem trocar de lugar através de um movimento contínuo sem que nenhuma das esferas de fora perca contato com a esfera central). Este foi o tópico de uma discórdia famosa entre os matemáticos Isaac Newton e David Gregory. Newton pensou corretamente que o limite era 12; Gregory pensou que cabia uma 13ª. Algumas provas incompletas de que Newton estava correto foram oferecidas no século XIX, mas a primeira prova correta só apareceu em 1953.
Em quatro dimensões, foi conhecido por algum tempo que a resposta era 24 ou 25. É fácil produzir um empacotamento de 24 esferas em torno de uma esfera central. Como no caso tridimensional, sobra bastante espaço — ainda mais, de fato, do que para n = 3 — assim a situação era ainda menos clara. Finalmente, em 2003, Oleg Musin provou que o número de osculação para n = 4 é 24.
O número de osculação em n dimensões é desconhecido para n > 4, exceto para  n = 8 (240), e  n = 24 (196,560).